# Hanky Panky (coquetel)

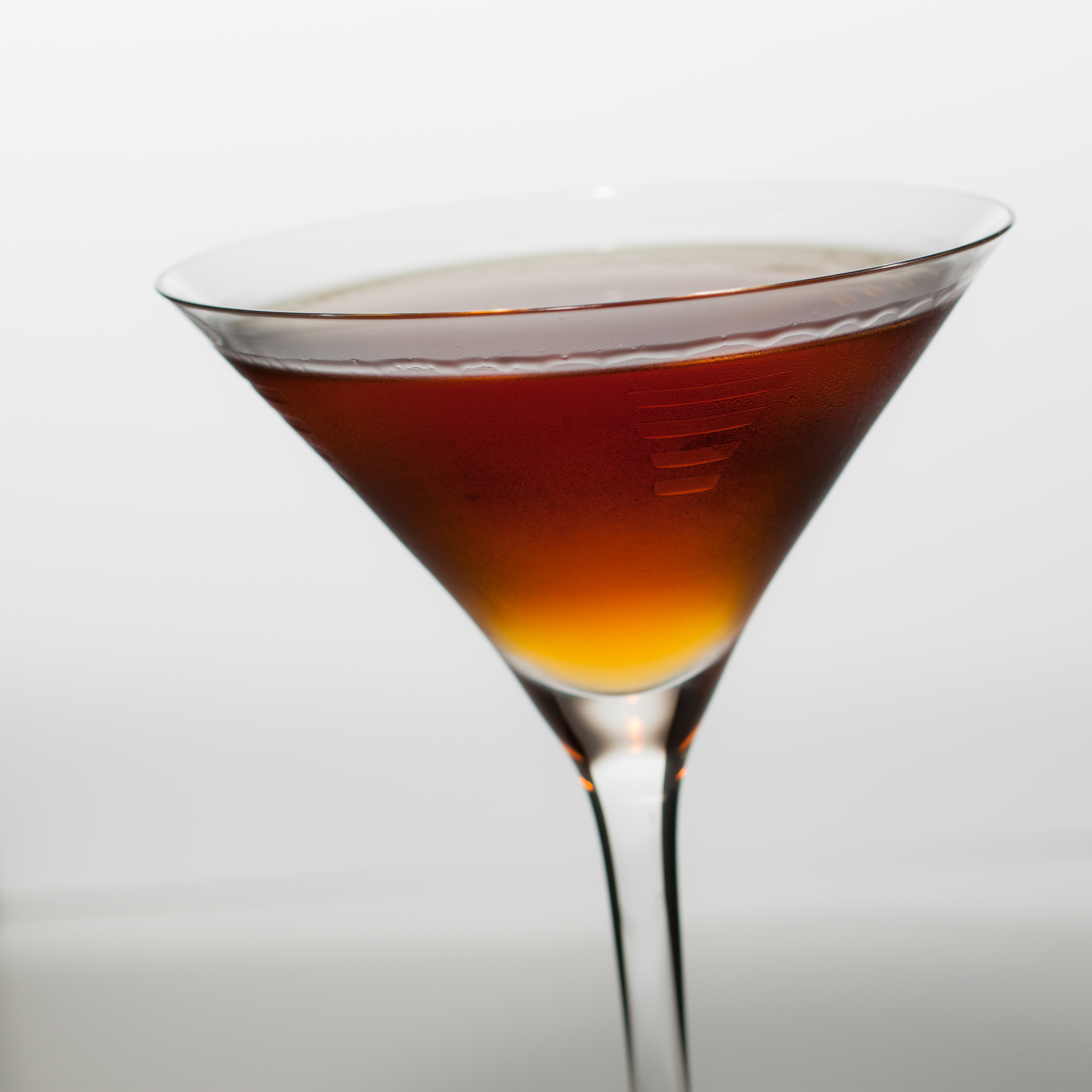
Apresentação formal do coquetel, em taça própria que expõe cor e aroma que define a bebida.

O Hanky Panky é um coquetel clássico preparado com gim, vermute doce, e Fernet-Branca. O coquetel foi criado por mixóloga Ada Coleman no Hotel Savoy em Londres.

## História
O Hanky-Panky foi criado por Ada Coleman (conhecida como "Coley"), que começou como mixóloga no Hotel Savoy em 1903. Foi neste hotel que ela se tornou a mixóloga chefe e fez coquetéis para Mark Twain, o Príncipe de Gales, o Príncipe Guilherme da Suécia e Sir Charles Hawtrey.
Coleman criou o Hanky-Panky para Hawtrey. Ele foi um ator que orientou Noël Coward. Acredita-se que Coley tenha criado seu famoso coquetel em 1921, quando Hawtrey estava produzindo e estrelando a peça Ambrose Applejohn’s Adventure no Savoy Theatre ao lado do hotel.

## Receita
Segundo a IBA , o coquetel é composto de
- 45 ml gim
- 45 ml vermute doce
- 7.5 ml Fernet Branca

Para preparar o coquetel, deve-se misturar os ingredientes com gelo, coar, e servir num copo de coquetel. Enfeitar com uma raspa da laranja.